# Verband Deutscher Frauenbildungs- und Erwerbsvereine
Der Verband Deutscher Frauenbildungs- und Erwerbsvereine wurde 1869 als Ergebnis der von Franz von Holtzendorff einberufenen Frauen-Vereins-Conferenz in Berlin gegründet und verstand sich als Dachverband der Frauenbildungs- und Erwerbvereine in deutschsprachigen Ländern. Sein Ziel war es, die Bestrebungen zur Verbesserung von Erziehungsarbeit und wirtschaftlicher Lage der Frauen zusammenzufassen, diese innerhalb der Frauenbewegung zu artikulieren, Vorurteile dagegen zu beseitigen und gesetzliche Regelungen zu erreichen. Der Verband agierte durch öffentlichkeitswirksame Veranstaltungen und Diskussionen. Das Publikationsorgan der Verbandes Frauen-Anwalt wurde ab 1870 von Jenny Hirsch in Berlin herausgegeben. Die Verbandstreffen fanden jeweils in einem Ort der Mitgliedsvereine statt. Teilnehmen konnten auch Gäste und Vereine, die nicht Mitglied waren. So sorgte der Dachverband für einen stetigen Erfahrungsaustausch der Vereine untereinander und mit allen Interessierten zum Fortschritt der Frauenbildung und Erwerbstätigkeit. Das erste Verbandstreffen fand 1872 in Darmstadt unter der Schirmherrschaft von Großherzogin Alice organisiert von Luise Büchner statt. Prominente Gäste waren Mary Carpenter und Emilie Wüstenfeld.
Unter der langjährigen Vorsitzenden Anna Schepeler-Lette und durch Vermittlung von Luise Büchner wurde 1876 mit dem Allgemeinen Deutschen Frauenverein (ADF) ein Abkommen geschlossen, in die Versammlungen gegenseitige Delegierte zu entsenden.
Der Verband reichte Petitionen an den Reichstag ein, so zur Zulassung von Frauen zum Telegraphendienst, zum Apothekendienst, zur Einrichtung höherer Frauenschulen und gemeinsam mit dem ADF zur Verbesserung der rechtlichen Stellung der Frauen.
Zum Dachverband gehörten von liberalen Landesherrinnen und bürgerlichen Philanthropinnen protegierte Vereine, zu deren Mitgliedern gesellschaftlich engagierte Frauen und Männer zählten. So waren im Verband vertreten: Lette-Verein Berlin (vertreten u. a. durch Anna Schepeler-Lette, Jenny Hirsch, Franz von Holtzendorff, Ulrike Henschke), Verein für Familien- und Volkserziehung Berlin, Frauenverein zur Beförderung Fröbelscher Kindergärten Berlin, Verein deutscher Lehrerinnen und Erzieherinnen Berlin (vertreten u. a. durch Bertha Jacobi, Marie Simon), Arbeiterinnen-Verein Berlin, Volksküchenverein Berlin (vertreten durch Lina Morgenstern), Hausfrauen-Verein Berlin (vertreten u. a. durch Lina Morgenstern, Marie Gubitz), Frauenverein Braunschweig (vertreten u. a. durch Julie Brasch), Frauenerwerb-Verein Bremen (vertreten u. a. durch Mathilde Lammers), Frauenbildungsverein Breslau, Alice-Verein für Frauenbildung und Erwerb Darmstadt (vertreten u. a. durch Luise Büchner, Marie von Hombergk), Alice-Frauenverein Darmstadt (vertreten u. a. durch Minna Strecker), Alice-Frauenverein Mainz, Frauenerwerbverein Hamburg, Verein zur Förderung weiblicher Erwerbstätigkeit Hamburg (vertreten u. a. durch Marie Meyer), Fröbel-Verein Hamburg (vertreten u. a. durch Johanna Goldschmidt, Ottilie Meyer), Hamburg-Altonaer Lehrerinnen-Verein (vertreten u. a. durch Elise Mirus, Ida Meyer), Badischer Frauenverein Karlsruhe, Frauenverein Rostock, Kuratorium der Handels- und Gewerbeschule Stettin, Frauenverein zur Unterstützung der Armen- und Waisenpflege (vertreten u. a. durch: Elise Voß, Pauline Kortmann).
Die hier erprobte Struktur eines Dachverbandes fand sich 1894 im Bund Deutscher Frauenvereine wieder.